# Московская трибуна
Московская трибуна — общественная организация в СССР времён перестройки и гласности. Полное наименование — «Политико-культурный общественный дискуссионный клуб „Московская трибуна“».

## История
Организация была основана в 1988 году. Она представляла собой площадку, где демократически настроенная интеллигенция обсуждала основные проблемы перестройки.

## Инициаторы создания клуба
Юрий Афанасьев, Андрей Сахаров, Леонид Баткин, Владимир Библер, Юрий Буртин, Юрий Карякин, Лен Карпинский, Алесь Адамович, Михаил Гефтер, Аркадий Мигдал.

## Деятельность
Основной формой деятельности организации было объявлено проведение регулярных дискуссий по наиболее важным проблемам в области экономики, национальных отношений, права, международной политики и культуры. Для изучения этих проблем планировалось создание при клубе исследовательских групп и издание еженедельного бюллетеня «Московская трибуна» на кооперативной хозрасчётной основе.
Журналист и публицист А. М. Верховский, сам бывший членом, считал, что «Московская трибуна» представляет собой «элитарный клуб столичной либеральной интеллигенции».